# Torre Montparnasse

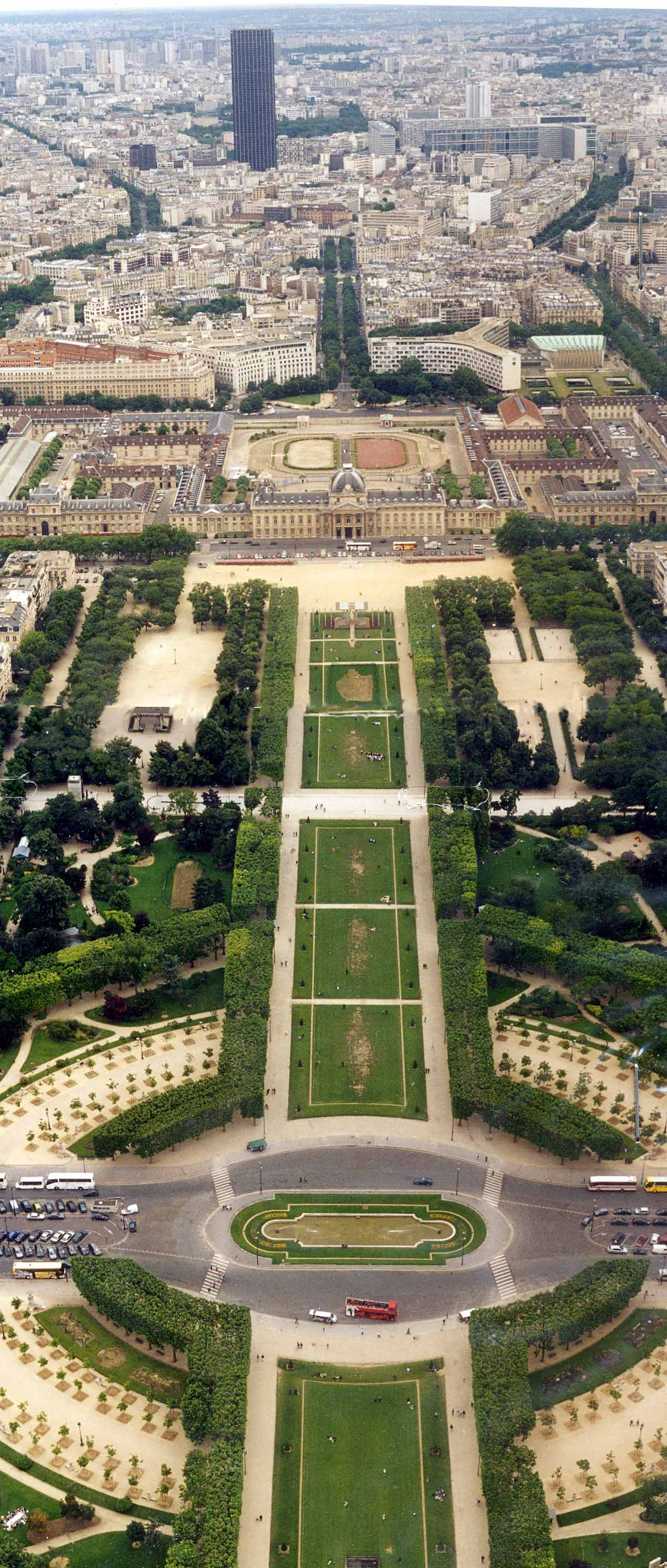
La Torre Montparnasse vista des del mirador de la torre Eiffel. La torre és el prominent edifici marró de la part superior de la fotografia.

La Torre Montparnasse de París, situada a l'Avinguda de Maine núm. 33 i construïda per l'arquitecte Roger Saubot, és el gratacel més alt de França.

## Història i descripció
Es va construir entre 1969 i 1972, sobre l'emplaçament de l'antiga estació de Montparnasse i va ser inaugurada el 1973; l'estació Montparnasse actual se situa devant de la torre, un poc més al sud. La torre Montparnasse fa 209 metres d'altura i compta amb 60 pisos (inclosa la terrassa). Era l'edifici pus alt de França, fins que es va estrenar la torre First al barri de La Défense el 2011 (230m).
Un restaurant ocupa el 56è pis. Les baranes de la terrassa es poden desmuntar en dues hores per a transformar-la en una plataforma d'aterratge d'helicòpters. Les oficines ocupen 52 pisos i una superfície total de 90.000 m². Cinc mil persones hi treballen de mitjana.
El panorama des del pis 56 i des de la terrassa (ambdós oberts al públic) en fan una atracció turística que rep aproximadament 600.000 visitants a l'any. La torre Montparnasse es troba al si d'un conjunt immobiliari que comprèn un centre comercial, una botiga de les Galeries Lafayette, així com d'altres torres no tan alts.

### Amiant
La presència d'amiant a alguns llocs de la torre, sobretot als pisos 15, 42, 57 i 58, va ser revelada el març de 2005. Aquesta contaminació hauria requerit una neteja acurada, degut al greu risc per a la salut, però de fet es van fer les obres amb molta negligència.